# شکر پالم

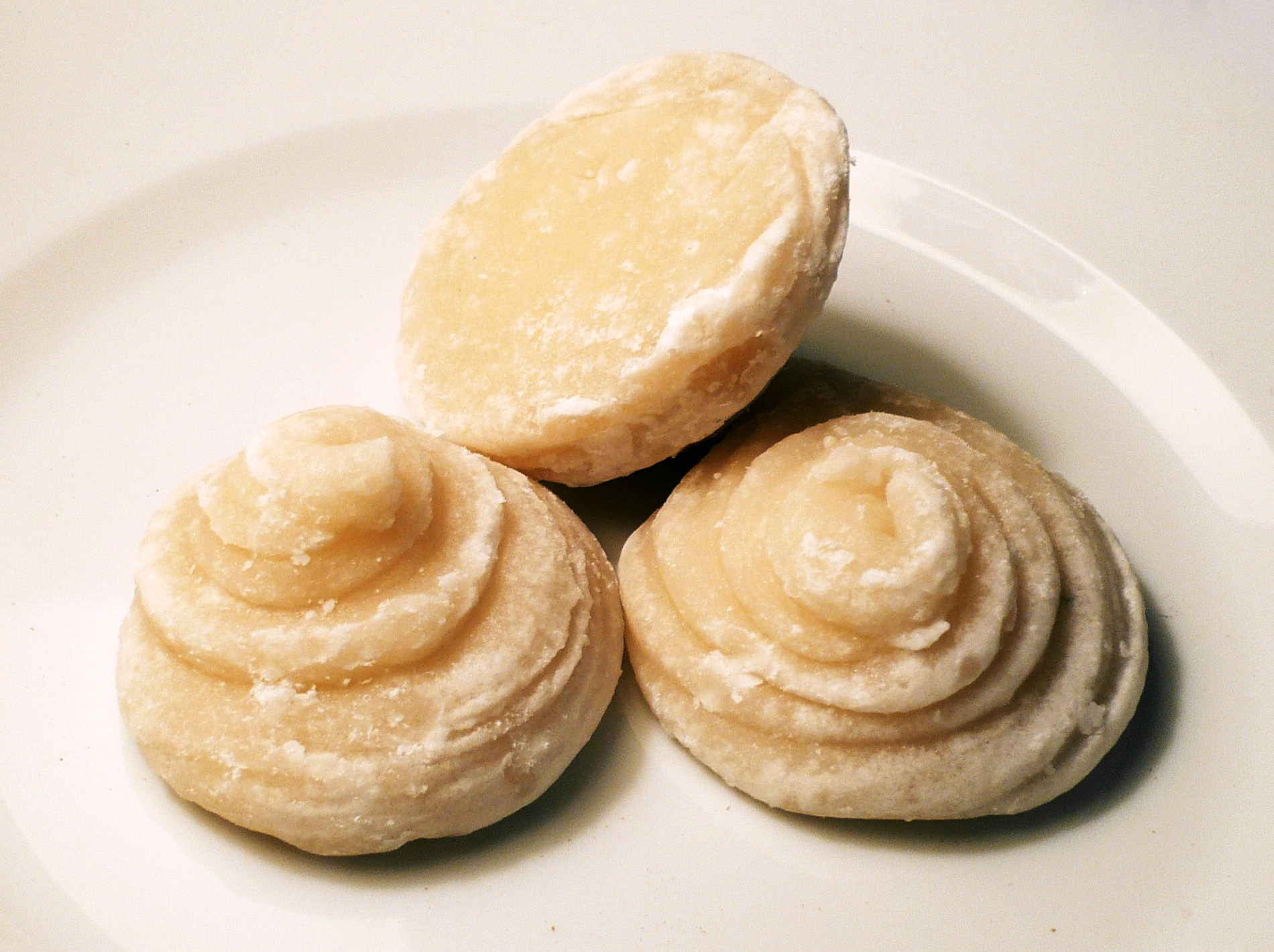
سه عدد کیک تولید صنعتی که در تولید آنها از شکر پالم استفاده شده است

شکر پالم (انگلیسی: Palm sugar) یک شیرین کننده است که از هرگونه درخت نخل به دست می‌آید. شکر پالم گاهی بر اساس نوع نخل، مانند شکر نخل نارگیل، توصیف می‌شود. در حالی که شکر نخل‌های مختلف ممکن است اندکی در ترکیبات متفاوت باشند، همه آنها به صورت مشابه فرآوری می‌شوند و می‌توان آنها را به جای یکدیگر استفاده کرد.

## گونه‌ها
منابع عمده شکر پالم، نخل‌های پالمیرا، خرما، نیپا، سیاه رشته و نارگیل هستند.